# Raw Footage
Albums de Ice Cube
In the Movies
(2007) The Essentials
(2008)
Singles
1. Gangsta Rap Made Me Do It
Sortie : 3 janvier 2008
2. Do Ya Thang
Sortie : 1er juillet 2008
3. Why Me?
Sortie : 24 septembre 2008

Raw Footage est le huitième album studio d'Ice Cube, sorti le 19 août 2008.
L'album s'est classé 1er au Top R&B/Hip-Hop Albums et 5e au Billboard 200.

## Liste des titres
| No  | Titre                                                                              | Contient un (des) sample(s) de                                        | Durée |
| --- | ---------------------------------------------------------------------------------- | --------------------------------------------------------------------- | ----- |
| 1.  | What Is a Pyroclastic Flow? (Produit par John Murphy)                              |                                                                       | 0:55  |
| 2.  | I Got My Locs On (featuring Young Jeezy – Produit par P-No)                        |                                                                       | 3:43  |
| 3.  | It Takes a Nation (Produit par Emile)                                              |                                                                       | 3:26  |
| 4.  | Gangsta Rap Made Me Do It (Produit par Maestro)                                    | Child Support d'Ice Cube                                              | 4:41  |
| 5.  | Hood Mentality (Produit par Deejan Underdue et Teak Underdue)                      | Can I d'Eddie Kendricks                                               | 5:11  |
| 6.  | Why Me? (featuring Musiq Soulchild – Produit par Deejan Underdue et Teak Underdue) |                                                                       | 4:01  |
| 7.  | Cold Places (Produit par Deejan Underdue et Teak Underdue)                         |                                                                       | 4:13  |
| 8.  | Jack N the Box (Produit par Tha Bizness)                                           |                                                                       | 4:23  |
| 9.  | Do Ya Thang (Produit par Palumbo Beats)                                            |                                                                       | 4:04  |
| 10. | Thank God (Produit par Deejan Underdue et Teak Underdue)                           | If We Don't Make It, Nobody Can de Tom Brock Child Support d'Ice Cube | 5:28  |
| 11. | Here He Come (featuring Doughboy – Produit par Symphony)                           |                                                                       | 4:33  |
| 12. | Get Money, Spend Money, No Money (Produit par Emile)                               |                                                                       | 4:08  |
| 13. | Get Used to It (featuring WC et The Game – Produit par Augustine Sumo « Embeatz ») |                                                                       | 4:25  |
| 14. | Tomorrow (Produit par Warryn Campbell)                                             |                                                                       | 3:41  |
| 15. | Stand Tall (Produit par Crazy Toones et David Lopez)                               | Be Thankful for What You Got de William DeVaughn                      | 3:46  |
| 16. | Take Me Away (featuring Butch Cassidy – Produit par DJay Cas, Young Fokus)         |                                                                       | 4:03  |

| 17. | Believe It or Not (Produit par Emile)                                               | 3:11 |
| 18. | Gangsta Rap Made Me Do It (Remix) (featuring Scarface et Nas – Produit par Maestro) | 4:52 |

| 17. | Don't Make Me Hurt Ya Feelings (Produit par Swizz Beatz)      | Going Back to Cali de The Notorious B.I.G. | 2:47 |
| 18. | Crack Baby? (Produit par Felli Fel)                           |                                            | 2:59 |
| 19. | Why We Thugs (Live) (featuring WC – Produit par Scott Storch) |                                            | 3:37 |